# Komen (gemeente in Slovenië)
Komen (Duits: Komein; Italiaans: Comeno) is een zelfstandige gemeente in Slovenië. Štanjel, dat deel uitmaakt van de gemeente, is een toeristisch trekpleister. Komen ligt in de Sloveense Karst.

## Woonkernen
Brestovica pri Komnu, Brje pri Komnu, Coljava, Divči, Dolanci, Čehovini, Čipnje, Gabrovica pri Komnu, Gorjansko, Hruševica, Ivanji Grad, Klanec pri Komnu, Kobdilj, Kobjeglava, Koboli, Kodreti, Komen, Lisjaki, Lukovec, Mali Dol, Nadrožica, Preserje pri Komnu, Rubije, Sveto, Šibelji, Škofi, Škrbina, Štanjel, Tomačevica, Trebižani, Tupelče, Vale, Večkoti, Volčji Grad, Zagrajec

## Geboren in Komen
- Maks Fabiani (Kobdilj 1865–1962), filosoof en architect
- Anton Mahnič (Kobdilj 1850-1920), bisschop en theoloog